# Estadio Enrique Fernández Martínez
Das Estadio Enrique Fernández Martínez war ein Stadion in der mexikanischen Stadt León, der bedeutendsten Industriestadt im Bundesstaat Guanajuato.

## Geschichte
Das Stadion wurde 1945 eröffnet und diente dem in der Saison 1944/45 in die mexikanische Profiliga aufgenommenen León FC nach Fertigstellung als regelmäßige Heimstätte, nachdem der Verein seine Heimspiele mangels anderer Möglichkeiten zunächst im eigentlich für Baseballveranstaltungen konzipierten Parque Patria ausgetragen hatte. Im Estadio Fernández Martínez, das unter anderem auch für Motorradsportveranstaltungen genutzt wurde, feierte der Verein seine ersten großen Erfolge und gewann in den Spielzeiten 1947/48 und 1948/49 die ersten beiden Meistertitel der Vereinsgeschichte.
Als 1950 das Estadio La Martinica eröffnet wurde, verließ der León FC das Estadio Martínez Fernández bereits wieder und fand in La Martinica ein neues Zuhause, in dem er ebenfalls zwei Meistertitel gewann.
Nach nicht einmal zwanzigjährigem Bestehen wurde das Stadion 1964 abgerissen und an seiner Stelle ein Einkaufszentrum errichtet. 
Obwohl das Estadio Fernández Martínez in den letzten Jahren seines Bestehens offiziell den neuen Namen Pilar Ramírez erhalten hatte, war es in der Bevölkerung weiterhin unter seinem ursprünglichen Namen bzw. seinem langjährigen Spitznamen Chalán bekannt.